# Liste de personnalités de la London School of Economics

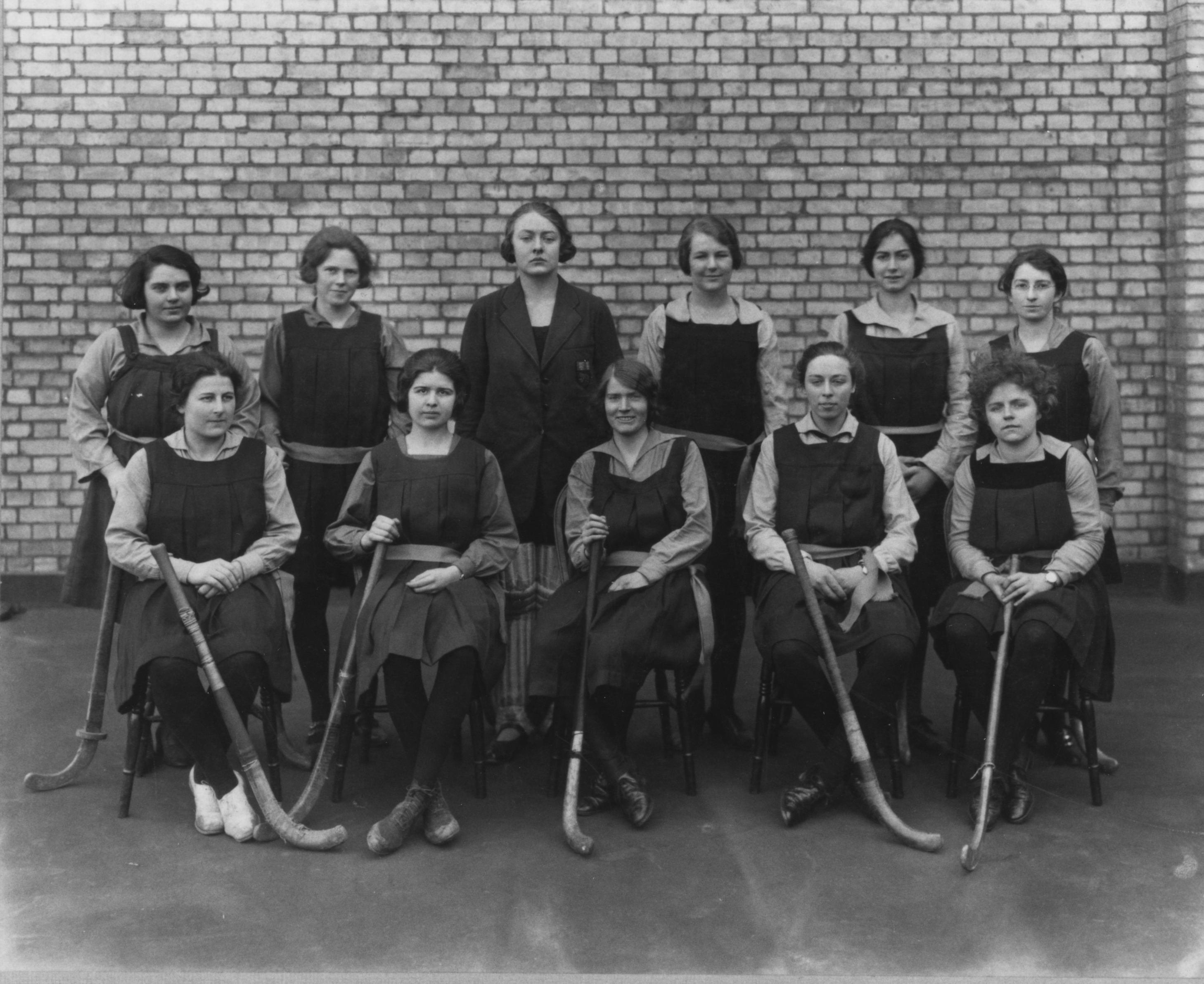
L'équipe féminine de hockey sur gazon de la LSE, année 1923-1924.

Ceci est une liste de personnalités de la London School of Economics regroupant les anciens élèves ou professeurs devenus chefs d'États ou de gouvernement, ayant obtenu un prix Nobel, ou s'étant distingués pour d'autres raisons.
Parmi les hommes d'État, on compte un président américain, un chancelier allemand, une reine du Danemark, trois premiers ministres canadiens et le prince héritier de Norvège. Au total, plusieurs dizaines de chefs d'État ou de gouvernements ainsi que de nombreux membres du parlement britannique et de la Chambre des lords sont passés par l'institution.
Au XXe siècle, treize anciens élèves et anciens membres du personnel ont reçu un prix Nobel d'économie, de la paix, ou de littérature, et d'autres complètent la liste au XXIe siècle.
Parmi les autres célébrités, se trouvent également le milliardaire George Soros et l'académicien français Erik Orsenna. Parmi ceux n'ayant pas commencé ou terminé leur cycle d'étude, se trouvent les chanteurs Mick Jagger et Mika.

## Chefs d'État ou de gouvernement
- Harmodio Arias (1886-1962) - Président de Panama,1932-1936
- Óscar Arias Sánchez (né en 1941) - Président du Costa Rica, Prix Nobel
- Lord Clement Attlee (1883-1967) - Premier ministre du Royaume-Uni, 1945-1951
- Errol Walton Barrow (1920-1987) - Premier ministre de la Barbade, 1962-1966, 1966-1976, 1986-1987
- Marek Belka (né en 1952) - Premier ministre de la Pologne, 2004-2005
- Pedro Gerardo Beltran Espanto (1897-1979) - Premier ministre du Pérou, 1959-1961
- Maurice Bishop (1944-1983) - Premier ministre de Grenade (1979-1983)
- Heinrich Brüning (1885-1970) - Chancelier d'Allemagne, 1930-1932
- Kim Campbell (né en 1947) - Premier ministre du Canada, Juin-Novembre 1993
- Eugenia Charles (1919-2005) - Premier ministre de la République dominicaine, 1980-1995
- John Compton (1926-2007) - Premier ministre de Sainte-Lucie, 1964-1979, février-juillet 1979 et 1982-1996
- Sher Bahadur Deuba (né en 1943) - Premier ministre du Népal, 1995-1997, 2001-2002, 2004-2005
- Tuanku Jaafar (1922-2008) - Yang di-Pertuan Agong (Roi) de Malaisie, 1994-1999
- John F. Kennedy (1917-1963) - Président des États-Unis d'Amérique 1961-1963
- Jomo Kenyatta (1891-1978) - Premier président du Kenya, 1964-1978
- Mwai Kibaki (né en 1931) - Président du Kenya, 2002-2013
- Tanin Kraivixien (né en 1927) - Premier ministre de Thaïlande, 1976-1977
- Yu Kuo-hwa (1914-2000) - Premier ministre de la République de Chine (Taïwan), 1984-1989
- Hilla Limann (1934-1998) - Président du Ghana, 1979-1981
- Alfonso López Pumarejo (1886-1959) - Président de Colombie, 1934-1938, 1942-1945
- Michael Manley (1924-1997) - Premier ministre de la Jamaïque, 1972-1980, 1989-1992
- Ratu Sir Kamisese Mara (1920-2004) - Premier ministre des Îles Fidji 1970-1992, Président des Îles Fidji 1994-2000
- Margrethe II (née en 1940) - Reine du Danemark, 1972-2024
- Beatriz Merino (née en 1947) - Première femme premier ministre du Pérou, 2003-2003
- Kocheril Raman Narayanan (1997-2002) - Président de l'Inde
- Kwame Nkrumah (1909-1972) - Premier Président du Ghana, 1960-1966
- Sylvanus Olympio (1902-1963) - President du Togo (1960-1963)
- Jacques Parizeau (1930-2015) - Premier ministre du Québec, 1994-1995
- Percival James Patterson (né en 1935) - Premier ministre de la Jamaïque, 1992-2006
- Romano Prodi (né en 1939) - Président du Conseil italien, 1996-1998 et président de la Commission européenne, 1999-2004
- Navinchandra Ramgoolam (né en 1947) - Premier ministre de Maurice, 1995-2000, 2005-2014
- Seewoosagur Ramgoolam (1900-1985) - Premier ministre de Maurice (1961-1982)
- Veerasamy Ringadoo (1920-2000) - Premier président de Maurice, Mars-Juin 1992
- Moshé Sharett (1894-1965) - Premier ministre d'Israël, 1953-1955
- Costas Simitis (né en 1936) - Premier ministre de Grèce, 1996-2004
- Anote Tong (né en 1952) - Président du Kiribati, 2003-2016
- Pierre Trudeau (1919-2000) - Premier ministre du Canada, 1968-1979, 1980-1984
- Lee Kuan Yew (1923-2015) - Premier ministre de Singapour (1959-1990)
- Lionel Zinsou (né en 1954) - Premier ministre du Bénin, 2015-2016

## Lauréats du prix Nobel
- 1925: George Bernard Shaw (Littérature)
- 1950: Bertrand Russell (Littérature)
- 1950: Ralph Bunche (Paix)
- 1959: Philip Noel-Baker (Paix)
- 1972: Sir John Hicks (Économie)
- 1974: Friedrich Hayek (Économie)
- 1977: James Meade (Économie)
- 1979: Sir Arthur Lewis (Économie)
- 1987: Óscar Arias Sánchez (Paix)
- 1990: Merton Miller (Économie)
- 1991: Ronald Coase (Économie)
- 1998: Amartya Sen (Économie)
- 1999: Robert Mundell (Économie)
- 2001: George Akerlof (Économie)
- 2007: Leonid Hurwicz (Économie)
- 2008: Paul Krugman (Économie)
- 2010: Christopher Pissarides (Économie)
- 2016: Juan Manuel Santos (Paix)

## Divers
- Susan Strange, politologue britannique, fondatrice de l'économie politique internationale, auteure du concept de "retrait de l'État".
- Sally Greengross
- Edith Abbott
- Mark Curtis, historien et journaliste d'investigation, a écrit plusieurs ouvrages au sujet de la politique étrangère du Royaume-Uni et des États-Unis.
- Christiana Figueres, directrice générale du UNFCCC
- Zygmunt Bauman, sociologue anglo-polonais, théoricien de la mondialisation et de la notion sociale de liquidité.
- Hind Bensari, réalisatrice marocaine.
- Glenys Thornton, femme politique britannique.
- Craig Calhoun, sociologue, professeur à l'Université Columbia
- Louis Dreyfus, homme de médias, membre des directions du journal Le Monde, du Nouvel Obs et de Libération, principal financeur de la campagne présidentielle d'Emmanuel Macron, époux de Camille Kouchner
- Anthony Giddens, sociologue, principal conseiller politique de Bill Clinton, Tony Blair et José Luis Rodríguez Zapatero
- Naomi Klein, altermondialiste canadienne, auteure de l'essai politique La Stratégie du Choc
- Rosy Gibb, clown et membre du Magic Circle.
- Delphine Arnault, entrepreneuse, fille de Bernard Arnault
- Amy Gutmann universitaire américaine, théoricienne et professeur en science politique
- Roxanne Varza, directrice de l'incubateur d'entreprise fondé par Xavier Niel, Station F
- Mick Jagger, rock star membre des Rolling Stones, a étudié à la LSE en 1961 et 1962 mais l'a quittée avant d'obtenir le diplôme pour faire de la musique
- Sylvia Jay, femme d'affaires
- Abba Lerner, économiste
- Karl Polanyi, économiste
- Karl Popper, philosophe
- Imre Lakatos, logicien, épistémologue
- Marion Patrick Jones, femme de lettres trinidadienne
- Julian Le Grand, professeur de politique sociale
- Mika, chanteur libano-franco-britannique, a été admis et l'a fréquentée brièvement, sans toutefois obtenir de diplôme
- Claus Adolf Moser, stastiticien
- Erik Orsenna (pseudonyme d'Erik Arnoult), ancien économiste et ancien conseiller de François Mitterrand, membre du Conseil d'État et de l'Académie française, Prix Goncourt 1988
- Dorothy Smith, sociologue et anthropologue féministe canadienne.
- George Soros, financier et milliardaire américano-hongrois
- Juwono Sudarsono, ministre indonésien
- Robtel Neajai Pailey, universitaire, autrice et défenseure des droits humains libérienne.
- Inna Mariam Patty –  entrepreneuse et philanthrope ghanéenne, élue Miss Ghana 2004.
- Syed Ishtiaq Ahmed, un avocat et constitutionnaliste bangladais. Il a été procureur général du Bangladesh (en).
- Manfred Lachs, Président de la Cour international de justice, 1973-1976
- Mónica Feria Tinta, une avocate anglo-péruvienne spécialisée en droit international public
- Conor Gearty KC (Hon), professeur de droits de l'homme
- Jeremy Horder, professeur de droit pénal
- Christopher Greenwood, ancien juge de la Cour internationale de justice
- Linda McDowell, géographe et universitaire féministe britannique, spécialisée dans l'ethnographie du travail et de l'emploi
- Anthony St John, pair britannique, homme politique, homme d'affaires et avocat.
- Doreen Miller, femme politique britannique.
- Aamer Sarfraz, homme d'affaires et homme politique anglo-pakistanais.
- Ibijoke Faborode, militante nigériane pour les droits des femmes
- Sonia Deram, ancienne avocate, auteure, femme d'affaires